# Selvister Ponnumuthan
Selvister Ponnumuthan (Viraly-Utchakkada, 10 agosto 1956) è un vescovo cattolico indiano, dall'8 maggio 2009 vescovo di Punalur.

## Biografia
Selvister Ponnumuthan è nato il 10 agosto 1956 nel villaggio di Viraly-Utchakkada, distretto di Thiruvananthapuram (Stato federato del Kerala) e diocesi di Trivandrum (oggi nella diocesi di Neyyattinkara), nella parte meridionale della Repubblica dell'India; proveniente da una famiglia cattolica di etnia tamil, è il quarto figlio di Thankamma e Nadar Ponnumuthan.

### Formazione e ministero sacerdotale
Dopo aver terminato l'istruzione elementare, ha frequentato il seminario minore St. Vincent a Trivandrum ed ha proseguito la formazione presso il St. Xavier's College a Thumb; sentendo maturare la vocazione al sacerdozio, si è poi iscritto al Carmelgiri St. Joseph Pontifical Seminary di Aluva nel 1975. Al termine del quinquennio di studi, ha ricevuto l'ordinazione sacerdotale il 19 dicembre 1981 per imposizione delle mani di Benedict Jacob Acharuparambil, O.F.M.Cap., vescovo di Trivandrum; si è incardinato, venticinquenne, come presbitero della medesima diocesi.
Poco dopo l'ordinazione ha servito per quattro mesi come vicario parrocchiale, assumendo poi l'incarico di prefetto nel seminario minore St. Vincent, dove era già stato studente, per otto anni. Nel 1990 si è trasferito a Roma, in Italia, per un soggiorno di studio presso la Pontificia Università Gregoriana, conseguendovi il dottorato sulla spiritualità delle comunità cristiane di base.
Il 14 giugno 1996, con la bolla Ad aptius provehendum, papa Giovanni Paolo II ha eretto la diocesi di Neyyattinkara scorporandone il territorio dalla diocesi di Trivandrum; contestualmente si è incardinato, trentanovenne, come presbitero della nuova circoscrizione. Lo stesso anno è entrato a far parte del Carmelgiri St. Joseph Pontifical Seminary come docente, divenendone poi vicerettore nel 1998 ed infine rettore nel 2008, ricoprendo tale ruolo fino alla promozione all'episcopato.

### Ministero episcopale
L'8 maggio 2009 papa Benedetto XVI lo ha nominato, cinquantaduenne, vescovo di Punalur; è succeduto al sessantenne Joseph Kariyil, contestualmente trasferito alla sede di Cochin. Ha ricevuto la consacrazione episcopale il 28 giugno seguente, nella cattedrale di Santa Maria a Punalur, per imposizione delle mani di Maria Callist Soosa Pakiam, arcivescovo metropolita di Trivandrum, assistito dai co-consacranti Vincent Samuel, vescovo di Neyyattinkara, e Joseph Kariyil, suo predecessore; ha preso possesso della diocesi durante la stessa cerimonia. Come suo motto episcopale ha scelto Like the smell of the sheep, che tradotto vuol dire "Come l'odore delle pecore".
Il 28 maggio 2011 si è recato in Vaticano, assieme agli altri membri dell'episcopato indiano, per la visita ad limina apostolorum, allo scopo di discutere con il pontefice della situazione e dei problemi relativi alla sua diocesi.
Nel 2015 la Conferenza dei vescovi cattolici latini dell'India lo ha eletto per prendere parte alla XIV assemblea generale ordinaria del Sinodo dei vescovi, svoltasi nella Città del Vaticano dal 4 al 25 ottobre successivi, con tema La vocazione e la missione della famiglia nella Chiesa e nel mondo contemporaneo.
Il 17 settembre 2019 ha compiuto una seconda visita ad limina assieme a molti altri vescovi indiani.
Attualmente ricopre anche la carica di vicepresidente della Commissione per i laici del Consiglio dei vescovi cattolici del Kerala (KCBC). Parla correntemente malayalam, inglese e tamil.

#### Impegno sociale
Il vescovo Ponnumuthan è conosciuto a livello nazionale in India per il suo impegno nella difesa dei diritti dei dalit, gli "intoccabili" che rappresentano la maggior parte dei suoi fedeli, e delle caste altrettanto svantaggiate: infatti è a capo di un'apposita commissione speciale della Conferenza episcopale cattolica del Kerala. In particolare, ha spesso denunciato il fatto che, se i dalit si convertono dall'induismo al cristianesimo o all'islam, ufficialmente ma non nella vita di tutti i giorni perdono la loro appartenenza alla casta e quindi tutto il sostegno dello Stato.

#### Interesse per la botanica
Inoltre il vescovo ha un forte interesse botanico e raccoglie ogni sorta di piante nel giardino del palazzo vescovile. Un gruppo di lavoro dell'Università del Kerala le ha identificate e descritte con il sostegno del vescovo ed ha pubblicato nel 2011 il libro Ortus Planta, Garden Plants at Bishop's House, Punalur. Il giardino è liberamente accessibile ed è spesso l'obiettivo delle classi scolastiche.

## Genealogia episcopale
La genealogia episcopale è:
- Cardinale Guillaume d'Estouteville, O.S.B.Clun.
- Papa Sisto IV
- Papa Giulio II
- Cardinale Raffaele Sansone Riario
- Papa Leone X
- Papa Paolo III
- Cardinale Francesco Pisani
- Cardinale Alfonso Gesualdo di Conza
- Papa Clemente VIII
- Cardinale Pietro Aldobrandini
- Cardinale Laudivio Zacchia
- Cardinale Antonio Barberini, O.F.M.Cap.
- Cardinale Marcantonio Franciotti
- Cardinale Giambattista Spada
- Cardinale Carlo Pio di Savoia
- Arcivescovo Giacomo Palafox y Cardona
- Cardinale Luis Manuel Fernández de Portocarrero-Bocanegra y Moscoso-Osorio
- Patriarca Pedro Portocarrero y Guzmán
- Vescovo Silvestre García Escalona
- Vescovo Julián Domínguez y Toledo
- Vescovo Pedro Manuel Dávila Cárdenas
- Arcivescovo Domingo Pantaleón Álvarez de Abreu
- Arcivescovo Manuel José Rubio y Salinas
- Vescovo Manuel de Matos, O.F.M.Disc.
- Vescovo Juan de La Fuente Yepes
- Vescovo Pierre Brigot, M.E.P.
- Vescovo Luigi (Luigi Maria di Gesù) Pianazzi, O.C.D.
- Vescovo Antonio (Pietro d'Alcántara di San Antonio) Ramazzini, O.C.D.
- Vescovo Paolo Antonio (Raimondo di San Giuseppe) Boriglia, O.C.D.
- Vescovo Louis-Charles-Auguste Hébert, M.E.P.
- Vescovo Clément Bonnand, M.E.P.
- Vescovo Etienne-Louis Charbonnaux, M.E.P.
- Arcivescovo François-Jean-Marie Laouënan, M.E.P.
- Arcivescovo Joseph-Adolphe Gandy, M.E.P.
- Vescovo Hugues-Madelain Bottero, M.E.P.
- Arcivescovo Elie-Jean-Joseph Morel, M.E.P.
- Arcivescovo Auguste-Siméon Colas, M.E.P.
- Arcivescovo Ambrose Rayappan
- Cardinale Duraisamy Simon Lourdusamy
- Arcivescovo Cornelius Elanjikal
- Arcivescovo Maria Callist Soosa Pakiam
- Vescovo Selvister Ponnumuthan